# Armoriale dei comuni del Lot e Garonna
Questa pagina contiene le armi (stemma e blasonatura) dei comuni del dipartimento del Lot e Garonna

## A
| Stemma | Nome del comune e blasonatura |
| ------ | --- |
|        | Agen Parti : au premier de gueules à l'aigle essorant d'argent tenant dans ses serres un listel du même chargé du nom AGEN en lettres onciales de sable, au second aussi de gueules au château donjonné de trois tourelles pavillonnées d'or, maçonné, ajouré et ouvert de sable (partito: nel 1º di rosso, all'aquila sorante d'argento, tenente negli artigli un listello dello stesso caricato dal nome AGEN in lettere onciali di nero; nel secondo pure di rosso, al castello torricellato di tre torrette banderuolate d'oro, murato, finestrato e aperto di nero) |
|        | Aiguillon De gueules aux trois bandes d'or (di rosso, a tre bande d'oro) |
|        | Allemans-du-Dropt De gueules à la gerbe de blé d'or accompagnée de trois molettes d'éperons de huit rais du même |
|        | Astaffort De gueules à la bande d'or, accompagnée de six croisettes du même (di rosso, alla banda d'oro, accompagnata da sei crocette dello stesso) |
|        | Auradou De sinople au chevron d'or accompagné en pointe d'une burele ondée d'argent; au chef cousu de gueules chargé d'une épée d'argent garnie d'or, posée en fasce la pointe vers senestre (di verde, allo scaglione d'oro, accompagnato in punta da una burella ondata d'argento; al capo cucito di rosso, caricato di una spada d'argento guarnita d'oro, posta in fascia, la punta a sinistra) |

## B
| Stemma | Nome del comune e blasonatura |
| ------ | --- |
|        | Bias Taillé : au premier d'azur plain, au second de gueules à la croix cléchée, vidée et pommetée de douze pièces d'or ; à la barre d'argent chargée de trois oiseaux volant de sable, brochant sur la partition (tagliato: nel 1º d'azzurro pieno; nel 2º di rosso, alla croce a chiave, vuota e pomettata di dodici pezzi d'oro; alla sbarra d'argento, caricata di tre uccelli dolanti di nero, attraversante sulla partizione) |
|        | Brax D'or au lion d'azur, couronné du champ, lampassé de gueules (d'oro, al leone d'azzurro, coronato del campo, lampassato di rosso) |
|        | Buzet-sur-Baïse Palé et contre-palé d'or et de gueules de six pièces (palato e contropalato d'oro e di rosso di sei pezzi) |

## C
| Stemma | Nome del comune e blasonatura |
| ------ | --- |
|        | Cancon Palé d'or et de gueules de huit pièces à la bordure de sable chargée de huit besants d'argent (palato d'oro e di rosso di otto pezzi; alla bordura di nero, caricata di otto bisanti d'argento) |
|        | Casseneuil De gueules à un plant de chêne arraché feuillé de trois pièces d'argent (di rosso, alla pianta di quercia sradicata e fogliata di tre pezzi d'argento) |
|        | Cassignas D'or à un rameau de chêne posé en barre, tigé de sable, feuillé et englanté de sinople ; au chef du même chargé de deux fleurs de lys d'or (d'oro, al ramo di quercia posto in sbarra, fustato di nero, fogliato e ghiandifero di verde; al capo dello stesso, caricato di due gigli d'oro) |
|        | Casteljaloux Tranché d'or et de sable au château de deux tours couvert et girouetté d'argent brochant sur le tout (trinciato d'oro e di nero, al castello di due torri coperto e banderuolato d'argento attraversante sul tutto) |
|        | Castella D'azur, à cinq titres de quatre losanges aboutées et accolées d'or, soit vingt losanges posés 4, 4, 4, 4, 4 à dextre, accompagnés d'un lion du même à senestre, et d'un autre losange d'or en pointe (d'azzurro, a cinque tiri di quattro losanghe attestate e accollate d'oro, cioè venti losanghe poste 4,4, 4, 4, 4 a destra, accompagnate da un leone dello stesso a sinistra, e da un'altra losanga in punta) |
|        | Castelmoron-sur-Lot D'argent au château de gueules surmonté d'une tête de maure de sable (d'argento, al castello di rosso, sormontato da una testa di moro di nero) |
|        | Castillonnès D'azur aux trois châteaux d'argent (d'azzurro, a tre castelli d'argento) |
|        | Clairac D'azur au soleil rayonnant d'or (d'azzurro, al sole raggiante d'oro) |
|        | Clermont-Dessous D'argent à la croix pattée alésée de gueules (d'argento, alla croce scorciata e patente di rosso) |
|        | Colayrac-Saint-Cirq Tranché, de gueules au léopard d'or, et d'azur à trois fasces ondées d'argent ; à la cotice d'or brochant sur le tout (trinciato di rosso, al leopardo d'oro, e d'azzurro, a tre fasce ondate d'argento; alla cotissa d'oro attraversante sul tutto) |

## D
| Stemma | Nome del comune e blasonatura |
| ------ | --- |
|        | Damazan De gueules à la croix ancrée d'or (di rosso, alla croce ancorata d'oro) |
|        | Dausse Coupé, d'azur et de sinople ; à la fasce ondée d'argent brochant sur la partition, accompagnée en chef de trois étoiles d'or (troncato d'azzurro e di verde; alla fascia ondata d'argento attraversante sulla partizione, accompagnata in capo da tre stelle d'oro) |

## E
| Stemma | Nome del comune e blasonatura |
| ------ | --- |
|        | Estillac Écartelé, au premier d'azur à la louve arrêtée d'or, au deuxième de gueules à la tour carrée talutée d'or, maçonnée de sable, au troisième de gueules à la gerbe de blé d'or liée d'azur, au quatrième de sinople à la coquille d'or (inquartato: nel 1º d'azzurro, al lupo fermo d'oro; nel 2º di rosso. alla torre quadrata su una scarpata d'oro, murata di nero; nel 3º di rosso, al covone di grano d'oro legato d'azzurro; nel 4º di verde, alla conchiglia d'oro) |

## F
| Stemma | Nome del comune e blasonatura |
| ------ | --- |
|        | Fargues-sur-Ourbise Parti : au premier d'argent au pin terrassé de sinople, au cerf au naturel brochant sur le fût de l'arbre, au second de gueules aux trois asperges d'argent liées d'or en botte ; le tout sommé d'un chef d'or chargé d'une rivière d'azur ondée d'argent mouvant de la partition surmontée de deux enclumes de sable (partito: nel 1º d'argento, al pino terrazzato di verde, al cervo al naturale attraversante sul fusto dell'albero; nel 2º di rosso, a tre asparagi d'argento legati in mazzo; il tutto cimato da un capo d'oro caricato di un fiume d'azzurro ondato d'argento movente dalla partizione, sormontato da due incudini di nero) |
|        | Fumel D'or au mont de trois pointes d'azur Particolarità araldica: l'arma è parlante con un rebus: fumée/feu, per evidenziare il quale le punte sono fiammeggianti. (d'oro, al monte di tre punte d'azzurro) |

## L
| Stemma | Nome del comune e blasonatura |
| ------ | --- |
|        | Labretonie Écartelé : au premier de gueules au léopard d'or, armé et lampassé d'azur, au deuxième d'hermine plain, au troisième d'argent à la prune de pourpre, tigée et feuillée au naturel, au quatrième tiercé en bande d'or, de gueules et d'azur (inquartato: nel 1º di rosso, al leopardo d'oro, armato e lampassato d'azzurro; nel 2º d'armellino pieno; nel 3º d'argento alla prugna di porpora, gambuta e fogliata al naturale; nel 4º interzato in banda d'oro, di rosso e d'azzurro) |
|        | Lagruère Écartelé : au premier de gueules au léopard d'or, au deuxième d'argent aux trois fasces ondées d'azur, au troisième d'argent à la grue d'azur tenant sa vigilance du même, au quatrième de gueules à la gerbe d'or liée d'azur (inquartato: nel 1º di rosso, al leopardo d'oro; nel 2º d'argento, a tre fasce ondate d'azzurro; nel 3º d'argento, alla gru d'azzurro tenente la sua vigilanza dello stesso; nel 4º di rosso, al covone d'oro legato d'azzurro)                         |
|        | Laplume D'azur aux trois tours couvertes d'argent, girouettées de sable (d'azzurro, a tre torri coperte d'argento, banderuolate di nero) Incongruenza tra disegno e blasonatura: il campo dello scudo è di verde e non d'azzurro. |
|        | Layrac De sinople à la grappe de raisin tigée et feuillée de pourpre (di verde, al grappolo d'uva gambuto e fogliato di porpora) |

## M
| Stemma | Nome del comune e blasonatura |
| ------ | --- |
|        | Marmande De gueules aux quatre tours d'argent, maçonnées de sable, posées en croix et confrontées par leurs pieds, entre lesquels est posée une croix potencée aussi d'argent, au chef d'azur chargé de trois fleurs de lys d'or (di rosso, a quattro torri d'argento, murate di nero, poste in croce e appuntate per le basi, tra le quali è posta una croce potenziata pure d'argento; al capo d'azzurro, caricato di tre gigli d'oro) |
|        | Meilhan-sur-Garonne De gueules à la tour d'or, accompagnée de trois grenouilles du même (di rosso, alla torre d'oro, accompagnata da tre rane dello stesso) |
|        | Mézin D'azur aux trois fleurs de lys d'argent, bordées d'or (d'azzurro, a tre gigli d'argento bordati d'oro) |
|        | Miramont-de-Guyenne Parti : au premier de gueules à l'épée haute d'or, au second d'azur au château d'argent, accompagné de deux gerbes de blé du même, une en chef et une en pointe (partito: nel 1º di rosso, alla spada alta d'oro; nel 2º d'azzurro, al castello d'argento, accompagnato da due covoni di grano dello stesso, uno in capo e uno in punta) |
|        | Monclar Parti : au premier d'azur aux deux tours d'argent ajourées de sable, celle de senestre plus haute, reliées par un mur aussi d'argent, le tout maçonné aussi de sable, surmonté d'un croissant d'argent et soutenu d'un soleil non figuré d'or, au second mi-parti de gueules à la croix cléchée, vidée et pommetée de douze pièces d'or (partito: nel 1º d'azzurro, a due torri d'argento finestrate di nero, quella di sinistra più alta, legate da un muro pure d'argento, il tutto murato pure di nero, sormontato da un crescente d'argento e sostenuto da un sole non figurato d'oro; nel 2º semipartito di rosso, alla croce a chiave, vuota e pomettata di dodici pezzi d'oro)                       |
|        | Moncrabeau Écartelé : au premier et au quatrième d'azur aux trois fleurs de lys d'or, au deuxième et au troisième d'argent plain (inquartato: nel 1º e 4º d'azzurro, a tre gigli d'oro; nel 2º e 3º d'argento pieno) |
|        | Monflanquin D'azur au mont d'or mouvant de la pointe, surmonté de deux étoiles du même, au chef aussi d'azur chargé d'un mur crénelé surchargé d'une tour et de deux demies, le tout d'or (d'azzurro, al monte d'oro movente dalla punta, sormontato da due stelle dello stesso; al capo pure d'azzurro, caricato da un muro merlato sovraccaricato da una torre e da due metà, il tutto d'oro) |
|        | Montesquieu D'azur à la fasce d'or, accompagnée en chef de deux coquilles du même et en pointe d'un croissant d'argent (d'azzurro, alla fascia d'oro, accompagnata in capo da due conchiglie dello stesso e in punta da un crescente d'argento) |
|        | Monteton De gueules au chevron d'or, à une branche de prunier de sinople en barre, feuillée de même et fruitée de deux pièces de pourpre, posée sur une claie de sable, brochant sur le tout et soutenue d'une anguille d'argent, lorée d'or, la tête et la queue brochant sur le chevron ; le tout accompagné en pointe d'une jumelle ondée d'azur (di rosso, allo scaglione d'oro, al ramo di pruno di verde in sbarra, fogliato dello stesso e fruttato di due pezzi di porpora, posato su un graticcio di nero, attraversante sul tutto e sostenuto da un'anguilla d'argento, alettata d'oro, la testa e la coda attraversanti sullo scaglione; il tutto accompagnato in punta da una gemella ondata d'azzurro) |
|        | Montpezat De gueules à l'épée haute d'or portant sur sa pointe une balance de deux plateaux du même (di rosso, alla spada alta d'oro, portante sulla punta una bilancia a due piatti dello stesso) |

## N
| Stemma | Nome del comune e blasonatura |
| ------ | --- |
|        | Nérac D'azur au soleil d'or (d'azzurro, al sole d'oro) |
|        | Nomdieu Parti d'argent et de sable à la croix alésée pattée de gueules brochant sur le parti (partito d'argento e di nero, alla croce scorciata patente di rosso, attraversante sul partito) |

## P
| Stemma | Nome del comune e blasonatura |
| ------ | --- |
|        | Le Passage d'Agen Écartelé, au premier et au quatrième d'azur plain, au deuxième de gueules à une gerbe d'or, et au troisième aussi de gueules à une ancre d'or avec sa gumène du même, à la bande d'argent chargée de trois poissons de sable brochant sur le tout (inquartato: nel 1º e 4º d'azzurro pieno; nel 2º di rosso, al covone d'oro; nel 3º di rosso, all'ancora d'oro con la gomena dello stesso; alla banda d'argento, caricata di tre pesci di nero attraversante sul tutto) |
|        | Penne-d'Agenais D'azur aux trois coquilles rangées en pointe, surmontées à dextre de deux clefs passées en sautoir et à senestre d'un château de trois tours, le tout d'or (d'azzurro, a tre conchiglie ordinate in punta, sormontate a destra da due chiavi passate in decusse e a sinistra da un castello di tre torri, il tutto d'oro) |
|        | Pinel-Hauterive D'argent au pieu de sinople (d'argento, al palo al naturale appuntato di verde) |
|        | Port-Sainte-Marie D'azur au pont de trois arches d'argent sommé de trois tours du même, celle du milieu donjonnée et chargée d'un cadran d'horloge, le tout sur une rivière de sinople chargée de Notre Dame tenant l'Enfant Jésus d'or, assise sur un croissant aussi d'argent, accostée de deux anges affrontés aussi d'or qui la couronnent d'une couronne fermée du même (d'azzurro, al ponte di tre archi d'argento, cimato da tre torri dello stesso, quella centrale torricellata e caricata da un quadrante d'orologio, il tutto su un fiume di verde, caricato da Nostra Signora tenente il bambino Gesù d'oro, seduta su un crescente pure d'argento, accostata da due angeli affrontati pure d'oro, che la coronano di una corona chiusa dello stesso) Incongruenza tra disegno e blasonatura: il disegno corrisponde, in realtà, alla blasonatura: coupé, au premier d'azur à un château d'or mouvant de la partition, maçonné, ajouré et ouvert de trois pièces de sable, sommé de trois tours, celle du milieu plus haute, donjonnée et flammée aussi d'or, au second d'argent chargée de sainte Marie priant de carnation vêtue de pourpre et auréolée du champ, debout sur un croissant du même brochant sur des flots d'azur, accostée de deux anges affrontés de carnation vêtus aussi d'argent (troncato, nel 1º d'azzurro, al castello d'oro movente dalla partizione, murato, finestrato e aperto di tre pezzi di nero, cimato da tre torri, quella centrale più alta, torricellata e banderuolata pure d'oro; nel 2º d'argento, caricato dalla santa Maria orante di carnagione, vestita di porpora e aureolata del campo, ritta su un crescente dello stesso attraversante su dei flutti d'azzurro, accostata da due angeli affrontati di carnagione, vestiti pure d'argento). |
|        | Poudenas D'argent au lion d'azur armé et couronné de gueules (d'argento, al leone d'azzurro, armato e coronato di rosso) |
|        | Prayssas De gueules à deux balances d'or (di rosso, a due bilance d'oro) |
|        | Puch-d'Agenais D'azur à un arbre d'or posé sur un mont du même (d'azzurro, all'albero d'oro posato su un monte dello stesso) |
|        | Pujols D'azur au chevron d'or, à la bordure componée d'argent et de sable (d'azzurro, allo scaglione d'oro; alla bordura composta d'argento e di nero) |
|        | Puymirol D'or au mont de gueules posé en abîme, accosté de deux arbres de sinople (d'oro, al monte di rosso posto in abisso, accostato da due alberi di verde) |

## R
| Stemma | Nome del comune e blasonatura |
| ------ | --- |
|        | Roumagne Tiercé en fasce : au premier de sinople aux deux fasces ondées d'argent, à l'église d'or brochant sur le tout, au deuxième d'azur au léopard d'or, couronné, armé et lampassé de gueules, au troisième de sinople aux deux églises d'or (interzato in fascia: nel 1º di verde, a due fasce ondate d'argento, alla chiesa d'oro attraversante sul tutto; nel 2º d'azzurro, al leopardo d'oro, coronato, armato e lampassato di rosso; nel 3º di verde, a due chiese d'oro) |

## S
| Stemma | Nome del comune e blasonatura |
| ------ | --- |
|        | Saint-Antoine-de-Ficalba D'argent au tau d'azur chargé sur sa branche transversale de trois besants d'or (d'argento, al tau d'azzurro, caricato sul braccio trasversale di tre bisanti d'oro) |
|        | Saint-Barthélemy-d'Agenais Écartelé : au premier de gueules au léopard d'or, armé et lampassé d'azur, au deuxième et au troisième tiercé en bande d'or, de gueules et d'azur, au quatrième de gueules au château donjonné d'or, ouvert du champ, maçonné de sable (inquartato: nel 1º di rosso, al leopardo d'oro, armato e lampassato d'azzurro; nel 2º e 3º interzato in banda d'oro, di rosso e d'azzurro; nel 4º di rosso, al castello torricellato d'oro, aperto del campo, murato di nero) |

## T
| Stemma | Nome del comune e blasonatura |
| ------ | --- |
|        | Tonneins Coupé : au premier de sinople au croissant d'or surmonté de trois étoiles mal ordonnées du même; au second d'azur aux deux tours d'or surmontées d'une fleur de lys du même (troncato: nel 1º di verde, al crescente d'oro sormontato da tre stelle male ordinate dello stesso; nel 2º d'azzurro, a due torri d'oro sormontate da un giglio dello stesso) |
|        | Tournon-d'Agenais De sinople aux quatre tours d'or (di verde, a quattro torri d'oro) |

## V
| Stemma | Nome del comune e blasonatura |
| ------ | --- |
|        | Verteuil-d'Agenais D'or à l'arbre terrassé de sinople (d'oro, all'albero terrazzato di verde) |
|        | Vianne Écartelé, au I et au IV contr-écartelé d'or et de gueules, au II de gueules à trois léopards d'or, armés et lampassés d'azur, au III aussi de gueules à la croix de Toulouse (cléchée, vidée et pommetée d'or) (inquartato: nel 1º e 4º controinquartato d'oro e di rosso; nel 2º di rosso, a tre leopardi d'oro, armati e lampassati d'azzurro; nel 3º pure di rosso, alla croce di Tolosa (a chiave, vuota e pomettata d'oro) |
|        | Villefranche-du-Queyran D'azur à la tour côtoyée d'un entremur senestre d'argent (d'azzurro, alla torre accostata da un intramurale sinistro d'argento) |
|        | Villeneuve-sur-Lot D'azur au pont de cinq arches d'argent, sommé de trois tours du même, celle du milieu plus élevée, celles de dextre et senestre surmontées d'une fleur de lys d'or, sur une rivière aussi d'argent (d'azzurro, al ponte di cinque archi d'argento, cimato da tre torri dello stesso, quella centrale più elevata, quelle di destra e di sinistra sormontate da un giglio d'oro, su un fiume pure d'argento)         |
|        | Villeréal D'azur à trois tours d'or maçonnées de sable (d'azzurro, a tre torri d'oro, murate di nero) |